# Theißtal von Niedernhausen mit angrenzenden Flächen
Theißtal von Niedernhausen mit angrenzenden Flächen este o arie protejată (arie specială de conservare — SAC, sit de importanță comunitară — SCI) din Germania întinsă pe o suprafață de 82,51 ha, integral pe uscat.

## Localizare
Centrul sitului Theißtal von Niedernhausen mit angrenzenden Flächen este situat la coordonatele 50°09′06″N 8°15′54″E / 50.1517°N 8.265°E.

## Înființare
Situl Theißtal von Niedernhausen mit angrenzenden Flächen a fost declarat sit de importanță comunitară în iunie 2000 pentru a proteja 2 specii de animale. Situl a fost protejat și ca arie specială de conservare în martie 2008.

## Biodiversitate
Situată în ecoregiunea continentală, aria protejată conține 3 habitate naturale: Formațiuni ierboase bogate în specii de Nardus, dezvoltate pe substraturi silicioase în zone montane (și în zone submontane, în Europa continentală), Fânețe de joasă altitudine (Alopecurus pratensis, Sanguisorba officinalis), Păduri aluvionare cu Alnus glutinosa și Fraxinus excelsior (Alno-Padion, Alnion incanae, Salicion albae).
La baza desemnării sitului se află mai multe specii protejate:
- nevertebrate (1): phengaris nausithous (Maculinea nausithous)
- pești (1): cicar (Lampetra planeri)

Pe lângă speciile protejate, pe teritoriul sitului au mai fost identificate 6 specii de plante, 1 specie de amfibieni, 1 specie de mamifere, 2 specii de nevertebrate, 3 specii de reptile.